# Cossypha heuglini
Pisco-de-heuglin ou cossifa-mascarada-de-cauda-castanha (Cossypha heuglini) é uma espécie de ave da família Muscicapidae.
Pode ser encontrada nos seguintes países: Angola, Botswana, Burundi, Camarões, República Centro-Africana, Chade, República do Congo, República Democrática do Congo, Etiópia, Gabão, Quénia, Malawi, Moçambique, Namíbia, Ruanda, Somália, África do Sul, Sudão, Essuatíni, Tanzânia, Uganda, Zâmbia e Zimbabwe.
Os seus habitats naturais são: florestas secas tropicais ou subtropicais e savanas húmidas.